# Peter Franks
Peter Franks is een personage uit de James Bondfilm Diamonds Are Forever uit 1971. De rol werd gespeeld door de Engelse acteur en stuntman Joe Robinson. 
Franks is in de film een diamantsmokkelaar die gevangen wordt genomen, waarna James Bond zijn identiteit kan overnemen. Bond vertrekt als Franks naar Amsterdam om contact te zoeken met Tiffany Case. De echte Franks weet te ontsnappen, en hij reist Bond achterna naar Amsterdam. Ze ontmoeten elkaar in de lift van het grachtenpand waar Tiffany Case woont. Bond is bang zijn dekmantel kwijt te raken, en in een gevecht vermoordt hij Franks.
In het boek Diamonds Are Forever van Ian Fleming uit 1956 wordt Peter Franks wel genoemd, maar speelt hij geen actieve rol.